# Мостовське (Шатровський район)
Мосто́вське (рос. Мостовское) — село у складі Шатровського району Курганської області, Росія. Адміністративний центр Мостовської сільської ради.
Населення — 603 особи (2010, 683 у 2002).
Національний склад станом на 2002 рік: росіяни — 96 %.